# ESO 269-57
ESO 269-57 ist eine Balken-Spiralgalaxie im Sternbild Centaurus am Südsternhimmel. Sie ist schätzungsweise 131 Millionen Lichtjahre von der Milchstraße entfernt und hat einen Durchmesser von rund 200.000 Lj. Das Objekt hat eine komplexe Struktur mit einem inneren "Ring" aus eng ineinander gewundenen Spiralarmen, welche von zwei äußeren umhüllt werden.